# Argo (jeu vidéo)
Pour les articles homonymes, voir Argo.
Argo est un jeu vidéo de tir à la première personne multijoueur développé par Bohemia Interactive. Le prototype initial du jeu, Project Argo, est sorti le 1er novembre 2016 dans le cadre de Bohemia Incubator,. Le jeu est sorti sous le nom d'Argo le 22 juin 2017.

## Système de jeu
L'histoire d'Argo est situé sur une île fictive appelée Malden (le décor du jeu précédent Opération Flashpoint: Cold War Crisis ). Des mercenaires sont déployés à Malden par deux factions rivales et doivent se battre pour les restes d'une station spatiale écrasée. Le jeu est similaire à ARMA 3 mais est davantage axé sur la simulation militaire que le réalisme,.